# Государственный строй Польши
Государственный строй Польши определяется Конституцией, основным законом страны. Республика Польша — демократическое правовое государство, осуществляющее принципы социальной справедливости. Официальным языком является польский язык. Столицей является Варшава.
В Польше имеется разделение властей. Исполнительную власть представляет президент, являющийся главой государства, и Совет Министров, законодательную — Парламент — Сейм (нижняя палата) и Сенат (верхняя палата), судебную — суды и трибуналы, возглавляемые Верховным судом.